# Зини (футболист)
Амброзини Антониу Кабаса Сальвадор (порт. Ambrosini António Cabaça Salvador, род. 3 июля 2002, Казенга, Луанда), известный как Зини — ангольский футболист, нападающий национальной сборной и греческого клуба АЕК.

## Клубная карьера
В высшем ангольском дивизионе играл за команду «Примейру ди Агошту», участвовал в матчах первых раундов африканских Лиги чемпионов и Кубка Конфедерации. В сентябре 2022 года стало известно о договорённости между ангольским клубом и греческим АЕКом о предстоящем переходе Зини во вторую команду афинского клуба. В январе 2023 года о переходе было объявлено официально, Зини перешёл в АЕК на правах аренды до конца сезона 2022/23, с правом последующего выкупа. В феврале был выкуплен, контракт с клубом АЕК был подписан до лета 2028 года. В греческой Суперлиге дебютировал 3 мая 2023 года, выйдя на замену на 90+3-й минуте матча второго раунда чемпионата с «Олимпиакосом» (0:0).

## Карьера в сборной
Лучший бомбардир чемпионата КОСАФА для игроков до 20 лет (2019, 2020).
Участник юношеского чемпионата мира, проходившего в 2019 году в Бразилии — 4 матча, 2 гола. За национальную команду Анголы дебютировал в 2021 году. Участник отборочного турнира чемпионата мира 2022 года и Кубка африканских наций 2023, в финальном турнире КАФ, проходившем в январе — феврале 2024 года, сыграл 5 матчей, забил 1 гол.